# Zbigniew Bródka
Zbigniew Marcin Bródka, född den 8 oktober 1984 i Głowno, Polen, är en polsk skridskoåkare.
Han tog OS-guld på herrarnas 1 500 meter i samband med de olympiska skridskotävlingarna 2014 i Sotji.